# Покров (Мещовський район)
Покров (рос. Покров) — село в Мещовському районі Калузької області Російської Федерації.
Населення становить 252 особи. Входить до складу муніципального утворення Місто Мещовськ.

## Історія
Від 2004 року входить до складу муніципального утворення Місто Мещовськ.

## Населення
| 2002 | 2010 |
| ---- | ---- |
| 256  | ↘252 |